# Antonio Méndez Méndez
Antonio Méndez Méndez (Sevilla, 7 de febrero de 1970) es un exfutbolista y entrenador español. Jugó de centrocampista y actualmente es segundo entrenador del Unión Deportiva Ibiza de la Segunda División B de España, tras haberlo entrenado anteriormente. 

## Trayectoria como jugador
Durante su carrera como jugador se le conoció como Ñoño Méndez o Méndez II. En todos los equipos que estuvo jugó con asiduidad, lo hacía como centrocampista de banda derecha, e incluso alguna vez lo hacía de lateral derecho.
En 2000 tras el descenso del Recreativo de Huelva a Segunda B, fichó por dos temporadas con el Club Polideportivo Mérida. Sin embargo, el club se vio envuelto en una grave crisis económica que terminó con el descenso administrativo de categoría y la posterior desaparición. Curiosamente el equipo repescado para jugar en Segunda en lugar del Mérida, fue el Recreativo. Tras quedarse sin equipo, fichó por el Real Murcia, donde tuvo un papel destacado en el club pimentonero. En el Real Murcia, coincidió en su primera temporada con otro jugador llamado Méndez, por lo que se le conoció como Méndez II.

## Trayectoria como entrenador
Tras su retirada como futbolista comenzó una trayectoria como técnico en el Xerez, donde fue el segundo entrenador de Chaparro, Enrique Martín, Lucas Alcaraz, "Pepe" Murcia, Miguel Ángel Rondán, Juan Martínez "Casuco" y "Boquerón" Esteban. Llegó a sentarse en el banquillo xerecista como primer entrenador de manera interina tras la dimisión de Miguel Ángel Rondán, hasta la llegada de Casuco. Destacar que fue partícipe del primer ascenso a Primera División del club azulino en el año 2009.
El 1 de julio de 2009 fichó por el Hércules de la mano del entrenador Esteban Vigo que llegó a Alicante con el mismo cuerpo técnico de la temporada anterior del Xerez. El equipo consiguió ascender a Primera. Méndez estuvo en la entidad alicantina hasta su cese en marzo de 2011.
En julio de 2012 se anuncia el regreso de Esteban Vigo al Xerez CD, que nuevamente contará con Méndez como mano derecha. Ambos fueron despedidos por el club en febrero de 2013.
En febrero de 2016, llega al San Fernando Club Deportivo Isleño de Tercera División y al que consigue ascender a Segunda División B al término de la temporada 2015-17 tras ganar tres eliminatorias de la eliminatoria.
Durante la temporada 2016-17 dirige al San Fernando Club Deportivo Isleño en el Grupo IV de la Segunda División B de España, consiguiendo el décimo quinto puesto de la clasificación.
En el tramo final de la temporada 2017-2018, Ñoño Méndez llegó al Unión Deportiva Ibiza en Tercera División, para asistir en la parte técnica a Rufete. Tras el ascenso administrativo del club a la Segunda División B de España, el sevillano cogió las riendas del plantel, debutando con victoria en Sevilla, su tierra, frente al filial sevillista (0-1). Fue el único triunfo que logró como máximo responsable del plantel, ya que sería cesado tras la disputa de la quinta jornada, sustituyéndolo por Andrés Palop.
En marzo de 2019, el míster sevillano regresa a la isla para firmar como segundo entrenador de Pablo Alfaro en el Unión Deportiva Ibiza de la Segunda División B de España, tras haberlo entrenado anteriormente al comienzo de la temporada.

## Clubes

### Como jugador
| Club                 | Periodo   | Liga PJ (G) | Copa PJ (G) |
| -------------------- | --------- | ----------- | ----------- |
| UD Los Palacios      | 1991-1992 |             |             |
| Recreativo de Huelva | 1992-1993 |             |             |
| Cádiz CF             | 1993-1994 | 19 (0)      |             |
| Cádiz CF             | 1994-1995 | 20 (3)      |             |
| Cádiz CF             | 1995-1996 | 30 (6)      |             |
| Cádiz CF             | 1996-1997 | 24 (1)      |             |
| Xerez CD             | 1997-1998 | 40 (1)      |             |
| Recreativo de Huelva | 1998-1999 | 27 (1)      |             |
| Recreativo de Huelva | 1999-2000 | 32 (5)      |             |
| Real Murcia CF       | 2000-2001 | 35 (2)      |             |
| Real Murcia CF       | 2001-2002 | 28 (1)      |             |
| Real Murcia CF       | 2002-2003 | 0 (0)       |             |
| Torredonjimeno CF    | 2003      |             |             |
| Écija Balompié       | 2003-2004 |             |             |

### Como entrenador
| Club                                  | Periodo   |
| ------------------------------------- | --------- |
| Xerez CD (segundo entrenador)         | 2004-2007 |
| Xerez CD (entrenador interino)        | 2007      |
| Xerez CD (segundo entrenador)         | 2007-2009 |
| Hércules CF (segundo entrenador)      | 2009-2011 |
| UD Almería (segundo entrenador)       | 2011-2012 |
| Xerez CD (segundo entrenador)         | 2012-2013 |
| San Fernando Club Deportivo           | 2016-2018 |
| Unión Deportiva Ibiza                 | 2018      |
| Unión Deportiva Ibiza (2º Entrenador) | 2019-2020 |